# Zwarte grondblindwants
De zwarte grondblindwants (Pachytomella parallela) is een wants uit de familie van de blindwantsen (Miridae). De soort werd het eerst wetenschappelijk beschreven door Rudolf Ludwig Meyer-Dür in 1843.

## Uiterlijk
De zwart glanzende wants heeft dunne, bruine, liggende haartjes op het lijf. De mannetjes zijn langwerpig van vorm, langvleugelig (macropteer) en kunnen 3 tot 4 mm lang worden. De vrouwtjes zijn ovaal gevormd, kortvleugelig (brachypteer) en worden niet langer dan 2 tot 2,5 mm. De antennes zijn volledig zwart. De pootjes zijn ook zwart, met uitzondering van de knieën die bruin gekleurd zijn.

## Leefwijze
De soort kent waarschijnlijk twee generaties in het jaar en overwintert als eitje. De wantsen worden in mei volwassen en kunnen dan tot in november aangetroffen worden in weiden en wegbermen waar ze leven tussen grassen en mossen.

## Leefgebied
In Nederland is de soort zeer algemeen. Het verspreidingsgebied is Palearctisch en strekt zich uit van Europa, Polen en Oekraïne tot in Noord-Afrika.